# Cricetulus sokolovi
Cricetulus sokolovi là một loài động vật có vú trong họ Cricetidae, bộ Gặm nhấm. Loài này được Orlov & Malygin mô tả năm 1988.